# 阿迪·许特尔
阿迪·许特尔（德語：Adi Hütter，1970年2月11日—）是一位奥地利前足球运动员及现任足球教练。

## 球员生涯
许特尔的足球生涯始于阿尔特阿赫的青训营。1992年，这位中场球员转会至格拉茨AK，其后又加盟奥地利萨尔茨堡。在那里，他曾三次加冕奥地利足球冠军及奧地利超級盃冠军。在1993-94赛季欧洲联盟杯中，萨尔茨堡闯入了决赛，但主客场均以0比1不敌国际米兰。许特尔在这届欧洲联盟杯乃至欧洲冠军联赛和奥超联赛上都是萨尔茨堡的核心球员。凭借其出色的入球能力——多数为远射，他还入选了奧地利國家足球隊，共录得14次出场和3个入球。
2000年，许特尔回到格拉茨AK。在格拉茨呆了两年后，他又转投身处奥甲作赛的卡普芬贝格。经历了在卡普芬贝格成功的三年后，许特尔于2005-06赛季初与萨尔茨堡红牛签约。他在这里作为俱乐部业余青年队的领袖球员，并率队于2006-07赛季夺得西部地区联赛冠军，同时得以升入奥甲联赛。

## 教练生涯

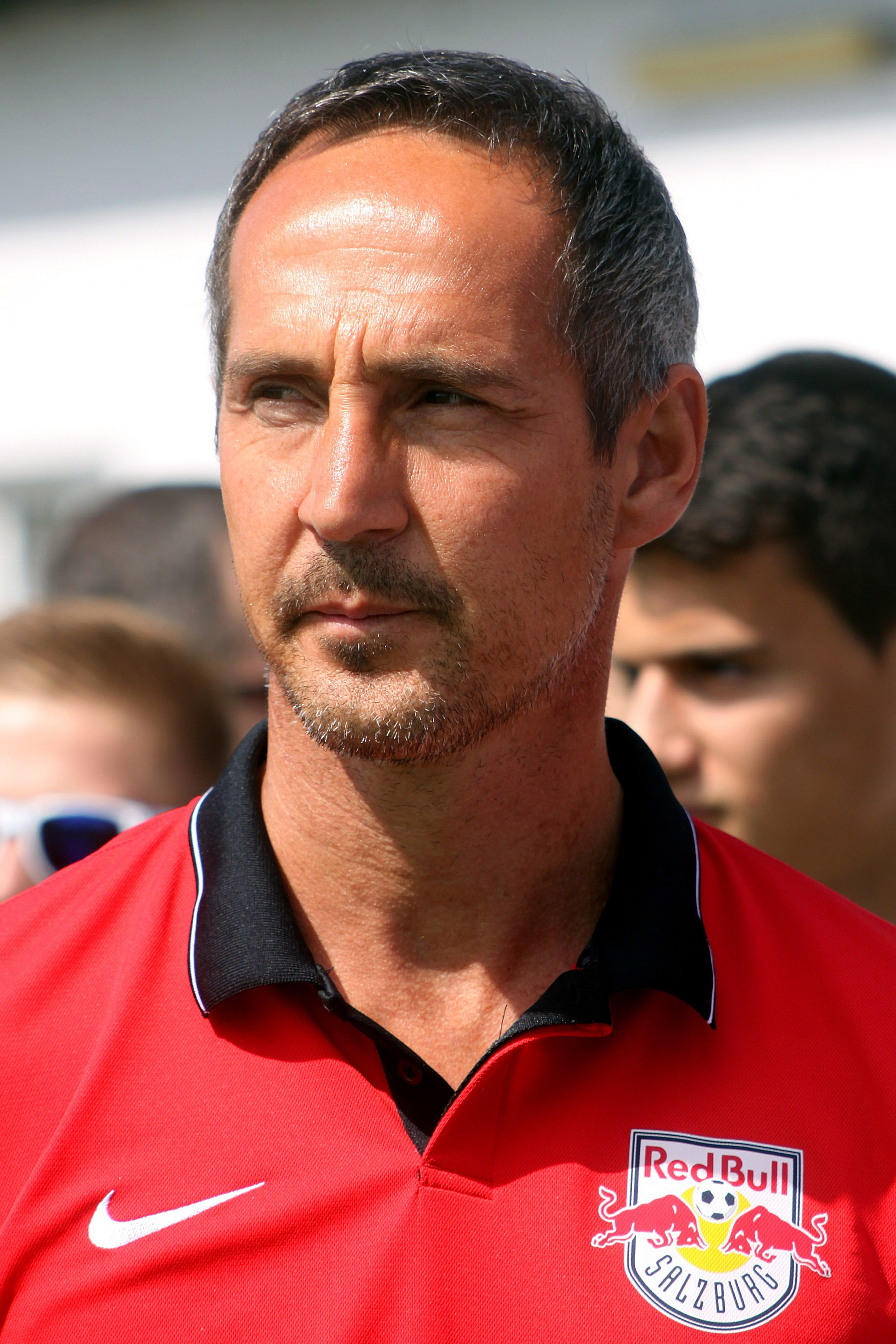
许特尔于2014年

由于跟腱持续发炎，许特尔于2007年8月20日结束了自己的球员生涯。他转而加入萨尔茨堡红牛青年队的教练团队，成为拉尔斯·松德加德麾下的第二助理教练，主职专项训练。自2008-09赛季起，他正式出任萨尔茨堡红牛青年队主教练，率队取得13胜、7平和15负的成绩。
2009年6月，许特尔转投刚从奥超降级的阿尔特阿赫。他在那里担任主教练直至2012年4月7日。随着许特尔为升级第三次向俱乐部提出支持而未果后，阿尔特阿赫监事会主席卡尔海因茨·科普夫遂结束了与他的合作。许尔特转会至格勒迪希，并率队于2012-13赛季成功升入奥超。在作为奥超主教练的首个赛季，他获得了第三名，并取得欧洲联赛的参赛资格。随后，他并未续签合同。
2014年5月，许特尔成为萨尔茨堡红牛的主教练，以接替转会至拜耳勒沃库森的罗格·施密特。仅仅一年后，许特尔便与体育主管拉尔夫·朗尼克就相互解约达成一致，原因是双方的意见分歧。
从2015年9月至2018年赛季结束，许特尔在伯尔尼执教瑞士超级联赛俱乐部伯尔尼年轻人。在2017-18赛季，他率领伯尔尼夺得了32年来的首个联赛冠军。
至2018-19赛季，许特尔接替尼科·科瓦奇成为德甲俱乐部和睦法兰克福的主教练。他于2018年5月签订了一份期至2021年6月30日届满的合同。